# Poecilaemula signata
Poecilaemula signata is een hooiwagen uit de familie Cosmetidae. De originele naamcombinatie (protoniem) was Meterginus signatus Banks, 1909. Een volgende naamrecombinatie werd gepubliceerd als Poecilaemula signatum (Banks, 1909) in Roewer 1912. Een daaropvolgende spelling [=spelfout] was Paecilaemula signata in Roewer 1923). Een junior subjectief synoniem is Paecilaemana reimoseri Roewer, 1923 gesteld door Medrano, Kury, Martins, & Proud, 2024. De geldige combinatie is Poecilaemula signata (Banks, 1909) in Kury, 2003.